# Solva tinctipes
Solva tinctipes är en tvåvingeart som beskrevs av de Meijere 1919. Solva tinctipes ingår i släktet Solva och familjen lövträdsflugor. Inga underarter finns listade i Catalogue of Life.